# Sun Tiantian
Este es un nombre chino; el apellido es Sun.
Sun Tiantian es una jugadora de tenis profesional china nacida el 12 de octubre de 1981 en He Nan, China. Ha ganado varios títulos del circuito profesional WTA tanto en individuales como sobre todo, donde más destaca, en dobles.

## Títulos (13; 1+12)

### Individuales (1)
| Leyenda                    |
| Grand Slam (0)             |
| WTA Tour Championships (0) |
| Juegos Olímpicos (0)       |
| Tier I (0)                 |
| WTA Tour (1)               |

| N.º | Fecha                 | Torneo   | Superficie | Oponente en la final | Resultado |
| --- | --------------------- | -------- | ---------- | -------------------- | --------- |
| 1.  | 14 de octubre de 2006 | Tashkent | Dura       | Tamarine Tanasugarn  | 6-2 6-4   |

### Clasificación en torneos del Grand Slam
| Torneo                 | 2008 | 2007 | 2006 | 2005 | 2004 | 2003 | Títulos |
| ---------------------- | ---- | ---- | ---- | ---- | ---- | ---- | ------- |
| Abierto de Australia   | -    | 1r   | 1r   | -    | -    | -    | 0       |
| Roland Garros          |      | 1r   | 2r   | -    | -    | -    | 0       |
| Wimbledon              |      | 1r   | 2r   | -    | 2r   | -    | 0       |
| Abierto de EE. UU.     |      | -    | 1r   | 2r   | -    | 1r   | 0       |
| WTA Tour Championships |      | -    | -    | -    | -    | -    | 0       |

### Dobles (12)
| Leyenda                    |
| Grand Slam (0)             |
| WTA Tour Championships (0) |
| Juegos Olímpicos (1)       |
| Tier I (0)                 |
| WTA Tour (11)              |

| N.º | Fecha                   | Torneo                     | Superficie    | Pareja     | Oponentes en la final                      | Resultado      |
| --- | ----------------------- | -------------------------- | ------------- | ---------- | ------------------------------------------ | -------------- |
| 1.  | 20 de junio de 2003     | Viena                      | Tierra batida | Ting Li    | Zi Yan Jie Zheng                           | 6-3 6-4        |
| 2.  | 8 de noviembre de 2003  | Ciudad de Quebec           | Dura          | Ting Li    | Els Callens Meilen Tu                      | 6-3 6-3        |
| 3.  | 15 de noviembre de 2003 | Pattaya City               | Dura          | Ting Li    | Wynne Prakusya Angelique Widjaja           | 6-4 6-3        |
| 4.  | 28 de agosto de 2004    | Juegos Olímpicos de Atenas | Dura          | Ting Li    | Conchita Martínez Virginia Ruano           | 6-3 6-3        |
| 5.  | 9 de octubre de 2004    | Cantón                     | Dura          | Ting Li    | Shu-jing Yang Ying Yu                      | 6-4 6-1        |
| 6.  | 15 de mayo de 2005      | Estoril                    | Tierra batida | Ting Li    | Michaella Krajicek Henrieta Nagyova        | 6-3 6-1        |
| 7.  | 18 de febrero de 2006   | Pattaya City               | Dura          | Ting Li    | Zi Yan Jie Zheng                           | 3-6 6-1 7-6(5) |
| 8.  | 16 de mayo de 2006      | Estoril                    | Tierra batida | Ting Li    | Gisela Dulko María Antonia Sánchez Lorenzo | 6-2 6-2        |
| 9.  | 7 de octubre de 2006    | Cantón                     | Dura          | Ting Li    | Vania King Jelena Kostanic                 | 6-4 2-6 7-5    |
| 10. | 14 de octubre de 2007   | Tokio                      | Dura          | Zi Yan     | Chia-Jung Chuang Vania King                | 1-6 6-2 10-6   |
| 11. | 21 de octubre de 2007   | Bangkok                    | Dura          | Zi Yan     | Ayumi Morita Junri Namigata                | w/o            |
| 12. | 9 de marzo de 2008      | Bangalore                  | Dura          | Shuai Peng | Yung-jan Chan Chia-Jung Chuang             | 6-4 5-7 10-8   |

### Finalista en dobles (8)
- 2003: Tashkent (junto a Ting Li pierden ante Yuliya Beygelzimer y Tatiana Poutchek).
- 2004: Hyderabad (junto a Ting Li pierden ante Liezel Huber y Sania Mirza).
- 2005: Hyderabad (junto a Ting Li pierden ante Zi Yan y Jie Zheng).
- 2006: Doha (junto a Ting Li pierden ante Daniela Hantuchová y Ai Sugiyama).
- 2007: Charleston (junto a Shuai Peng pierden ante Zi Yan y Jie Zheng).
- 2007: Estrasburgo (junto a Alicia Molik pierden ante Zi Yan y Jie Zheng).
- 2007: Birmingham (junto a Meilen Tu pierden ante Yung-jan Chan y Chia-Jung Chuang).
- 2007: Cantón (junto a Vania King pierden ante Shuai Peng y Zi Yan).